# Mycophenolat-Mofetil
Mycophenolat-Mofetil (auch Mykophenolatmofetil oder Mykophenolat-Mofetil, MMF) ist ein Arzneistoff, der die Wirkung des Immunsystems unterdrückt (Immunsuppressivum). Es wird vor allem in Kombination mit Ciclosporin und Corticosteroiden zur Prophylaxe von akuten Transplantatabstoßungsreaktionen bei Patienten mit allogener Nieren-, Herz- oder Lebertransplantation eingesetzt.

## Geschichte
Mycophenolat-Mofetil wurde von dem Pharmazieunternehmen Syntex entwickelt. Nach der Übernahme durch Roche wurde es im Mai 1995 unter dem Namen CellCept in den USA zugelassen. In Europa war es eines der ersten Medikamente, das in einem zentralen Zulassungsverfahren für 15 Länder zugelassen wurde.

## Pharmakologie

### Wirkungsmechanismus
Mycophenolat-Mofetil ist der 2-Morpholinoethylester der Mycophenolsäure (MPA) und wird im Körper in diese umgewandelt. MPA ist ein selektiver, nicht-kompetitiver und reversibler Hemmer der Inosinmonophosphat-Dehydrogenase (IMPDH), der daher die Synthese der Guanin-enthaltenen Nukleotide (Guanosin) hemmt. Da für die Proliferation von T- und B-Lymphozyten die De-novo-Synthese von Purinen unerlässlich ist, während andere Zellarten den Wiederverwertungsstoffwechsel benutzen können, wirkt MPA stärker zytostatisch auf Lymphozyten als auf andere Zellen, wodurch diese selektiv gehemmt werden.

### Nebenwirkungen
Mycophenolat-Mofetil hat zahlreiche Nebenwirkungen. Häufigere Nebenwirkungen (bei über 10 % der Patienten) sind Anämie, Thrombozytopenie, Übelkeit, Erbrechen und Durchfall. Infolge der Unterdrückung des Immunsystems können vermehrt Infektionen (Sepsis, Candidose, Herpes simplex, Herpes zoster) auftreten.
Mycophenolsäurepräparate sind teratogen. Über dieses schwerwiegende Risiko informierten Roche im November 2007 und im November 2015 und Novartis im Februar 2016 in Rote-Hand-Briefen. 
In einigen Fällen wurde eine Progressive multifokale Leukenzephalopathie (PML) als lebensbedrohliche, neurologische Nebenwirkung beobachtet.

## Handelsnamen
Monopräparate
CellCept (EU, CH) und diverse Generika